# Viviette
Viviette è un film muto del 1918 diretto da Walter Edwards.

## Trama
Viviette è una ragazza sventata e civetta. Figlia adottiva della ricca signora Ware, finiti gli studi, ritorna nella casa di famiglia nella campagna inglese. Qui, il giovane Dick Ware si innamora follemente di lei ma Viviette, anche se lo ricambia, nasconde i suoi sentimenti perché lo considera poco ambizioso. Quando in campagna arriva anche Austin, il fratello maggiore di Dick, un avvocato londinese di successo, Viviette fa amicizia con lui. I due si mettono a studiare un piano per assicurare una carriera a Dick a Vancouver. Ma i loro incontri suscitano i sospetti del giovane che, a una battuta scherzosa di Austin su un duello tra fratelli per guadagnarsi l'affetto di Viviette, lo prende sul serio e quasi uccide Austin. Viviette si rende conto che la situazione sta diventando molto difficile e pericolosa e si offre di accompagnare il suo innamorato in Canada come sua moglie.

## Produzione
Il film fu prodotto dalla Famous Players-Lasky Corporation

## Distribuzione
Distribuito dalla Paramount Pictures e dalla Famous Players-Lasky Corporation, il film - presentato da Jesse L. Lasky - uscì nelle sale cinematografiche statunitensi il 9 luglio 1918.